# Daniel Bacquelaine

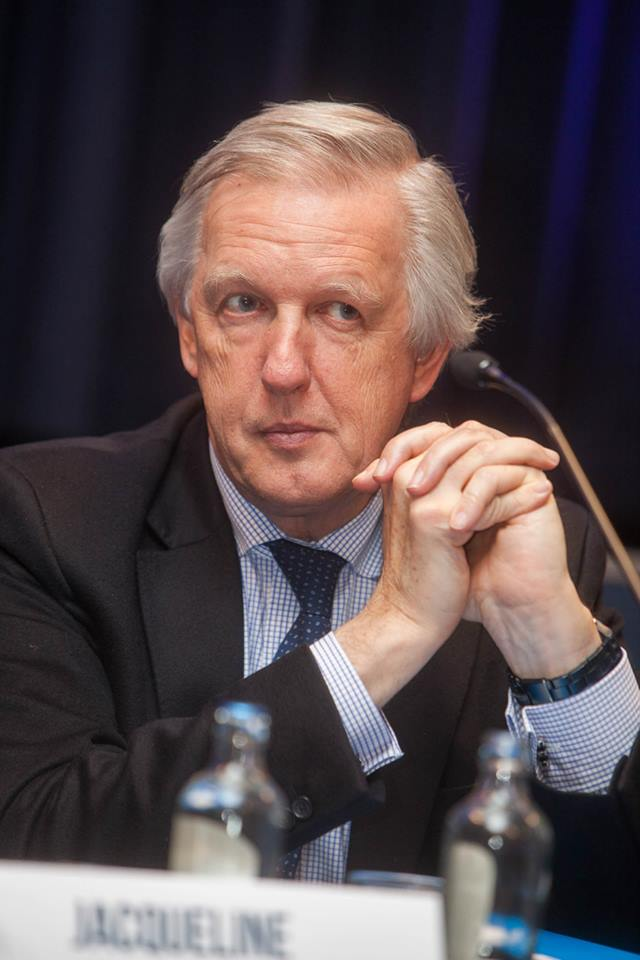
Daniel Bacquelaine (2014)

Daniel Bacquelaine (* 30. Oktober 1952 in Lüttich) ist ein belgischer Mediziner und Politiker der Mouvement Réformateur (MR). Er ist langjähriges Mitglied der Abgeordnetenkammer und war bis 2020 amtierender Pensionsminister in der Regierung Wilmès II. Auf lokaler Ebene ist Bacquelaine seit 1992 Bürgermeister von Chaudfontaine.

## Leben
Daniel Bacquelaine promovierte als Doktor der Medizin und war zunächst in Chaudfontaine als Allgemeinmediziner tätig. Später spezialisierte er sich in Mesotherapie und saß der internationalen Mesotherapiegesellschaft von 1996 bis 2003 vor.
Seine politische Karriere begann zunächst im Jahr 1982 als einfaches Mitglied des Gemeinderats von Chaudfontaine. Zehn Jahre später konnte er das Amt des Bürgermeisters der Stadt erringen, während Jean Gol (PRL) Finanzschöffe an seiner Seite wurde. Das Amt des Bürgermeisters von Chaudfontaine hat Bacquelaine seit 1992 ununterbrochen inne.
Als Jean Gol im Jahr 1994 als Abgeordneter ins Europäische Parlament wechselte, rückte Daniel Bacquelaine für ihn in die Abgeordnetenkammer und ins Wallonische Parlament nach. Ab 1995 kandidierte er ausschließlich für die Abgeordnetenkammer, wo er während mehrerer Jahre den Fraktionsvorsitz der MR innehatte.
Innerhalb der MR bewarb sich Bacquelaine im Jahr 2011 als Parteipräsident, unterlag jedoch bei der Abstimmung mit ca. 46 % der Stimmen dem Konkurrenten Charles Michel (MR).
Als nach den Föderalwahlen vom 25. Mai 2014 die MR als einzige französischsprachige Partei der Föderalregierung unter Premierminister Charles Michel beitrat, übernahm Daniel Bacquelaine das Amt des Pensionsministers.

## Übersicht der politischen Ämter
- 1982 – heute: Gemeinderatsmitglied in Chaudfontaine
- 1988 – 1992: Schöffe in Chaudfontaine
- 1988 – 1994: Mitglied des Provinzialrates von Lüttich
- 1992 – heute: Bürgermeister von Chaudfontaine (teilweise verhindert)
- 1994 – 1995: Mitglied des Wallonischen Parlaments
- 1994 – heute: Mitglied der Abgeordnetenkammer (teilweise verhindert)
- 2014 – 2018: Föderaler Minister für Pensionen in der Regierung Michel I
- 2018 – 2019: Föderaler Minister für Pensionen in der Regierung Michel II
- 2019 – 2020: Föderaler Minister für Pensionen in der Regierung Wilmès I
- 2020 – heute: Föderaler Minister für Pensionen in der Regierung Wilmès II